# Glen Buschmann
Rainer „Glen“ Buschmann (* 17. März 1928 in Dortmund als Rainer Buschmann; † 9. Juli 1995 in Dortmund) war ein deutscher Jazz-Musiker, Komponist und Musikpädagoge.

## Leben
Buschmann studierte Klarinette, Saxophon und Klavier am Dortmunder Konservatorium und an der Essener Folkwang-Hochschule und Komposition in Freiburg im Breisgau bei Julius Weismann. Nach dem Zweiten Weltkrieg beschäftigte er sich ebenso wie sein Bruder Pit Buschmann mit Jazz und spielte zunächst in der Combo des neugegründeten Hot Club Düsseldorf. Von 1947 an unternahm er Reisen als Jazz- und Ensemblemusiker, unter anderem mit Joe Wick; ab 1949 engagierte er sich im neugegründeten Hot Club Dortmund. Ab 1952 unterrichtete Buschmann als Musikdozent an Volkshochschulen. Außerdem leitete er eine eigene Jazz-Combo.
Von 1958 bis 1962 war er Cembalist und Dirigent beim städtischen Kammerorchester Dortmund. Zwischen 1963 und 1992 leitete Buschmann die Dortmunder Musikschule. Gemeinsam mit Bruno Tetzner und Dietrich Schulz-Köhn war er 1960 Begründer der jeweils mehrwöchigen Kurse für Jazzmusik in der Akademie Remscheid, die sich an Amateurmusiker richteten. Von 1964 bis 1979 war er zudem Lehrer im Hauptfach Saxofon und Leiter des Jazz-Seminars an der Hochschule für Musik Köln. Daneben war er ab 1972 Lehrer im Hauptfach Saxofon und Leiter des Jazz-Seminars an der Musikhochschule Westfalen-Lippe. Buschmann gründete 1975 mit Meinhard Puhl, Wolf Escher und Wolfgang Breuer das „JugendJazzOrchester Nordrhein-Westfalen“, mit dem er Tourneen in die Sowjetunion, Indien, die USA, Afrika und Australien unternahm.
Buschmann schrieb zahlreiche Kompositionen vom einfachen Jazzthema bis zu Chor-, Orchester- und Bühnenwerken. Auch einige Werke für Zupforchester stammen aus seiner Feder. 1982 wurde er für seine Verdienste vom Wissenschaftsminister Nordrhein-Westfalens zum Professor ernannt.
Nach Glen Buschmann ist die Glen Buschmann Jazz Akademie an der Musikschule Dortmund benannt.